# Asenapina
Asenapina é um antipsicótico atípico desenvolvido para o tratamento da esquizofrenia, mania e transtorno bipolar. Foi aprovado pelo FDA em 2009 para os seguintes tratamentos: esquizofrenia aguda em adultos e mania aguda ou comportamento maníaco-depressivo em adultos com transtorno bipolar. Depois em 2010 recebeu aprovação para o tratamento contínuo da esquizofrenia e para o tratamento da mania aguda ou comportamento maníaco-depressivo em doentes adultos bipolares, em associação com o lítio ou valproato.